# Easter Cat

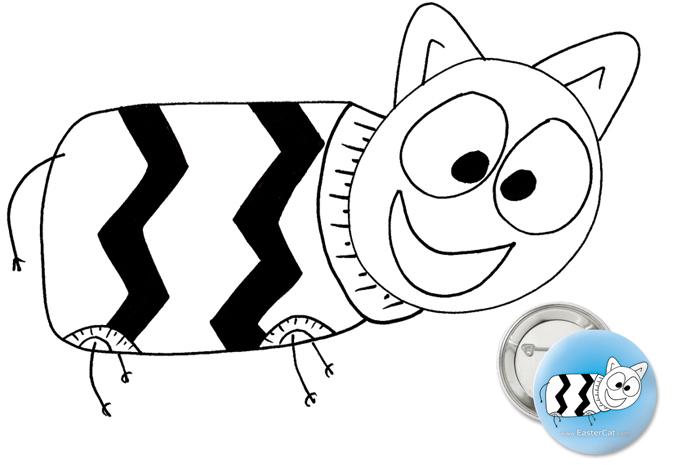
De Easter Cat

Easter Cat (vertaald: Paaskat) is een non-profitorganisatie ontstaan in 2008, gevestigd in Toronto, Canada. Deze onderneming heeft als doel om de letterkunde bij kinderen te bevorderen.
Het cartoonfiguur Easter Cat is ontworpen door Mark Baluk. Het hoofddoel van de maker was om de organisatie zo bekend mogelijk te maken. De organisatie is in Canada, Spanje en Afrika actief.
Ze hopen, en zijn momenteel, zo veel mogelijk mensen ervan bewust te maken en voldoende fondsen te verwerven. Dit geld zal gebruikt worden om boeken, geschreven door kinderen, te publiceren en gratis te schenken aan bibliotheken, gezinnen en kinderen over de hele wereld.

## Publicaties
The Adventures of Easter Cat, 2010